# Michael Holliday
Michael Holliday, geboren als Norman Miller, later Norman Alexander Milne, (Liverpool, 26 november 1924 - Croydon, 29 oktober 1963) was een Britse popzanger uit de jaren 1950/1960.

## Jeugd en opleiding
Na het verlaten van de school vervoegde Norman Miller (Milne) zich bij de Britse handelmarine. In Plymouth leerde hij de pianist Trevor Stanford kennen, waarmee hij tijdens de Tweede Wereldoorlog samen optrad. Stanford werd later onder de naam Russ Conway ook een platenster. Tijdens zijn verblijf in New York nam hij deel aan een talentenjacht in de Radio City Music Hall en won. Hij besloot om zanger te worden en kreeg jobs bij verschillende bands, zong met hen in vakantiecentra en op de radio.

## Carrière
In 1955 gaf Norrie Paramor hem een platencontract bij het EMI-label Columbia Records. De eerste opnamen waren coverversies van The Yellow Rose of Texas en Sixteen Tons, die echter flopten. In het voorjaar van 1956 kwam de doorbraak met de top 20-hit Nothin' to Do. Holliday trad nu regelmatig op televisie op en kreeg zelfs een eigen show. Aan het eind van 1957 werd de single The Story of my Life gepubliceerd. De song was de eerste Britse hit van het songwriter-team Burt Bacharach en Hal David. Marty Robbins had de song reeds in de Amerikaanse Billboard-hitlijst gebracht. In Groot-Brittannië werd de hit opgenomen door meerdere artiesten, waaronder Alma Cogan, Dave King en Gary Miller. Deze drie konden hun versies, in tegenstelling tot Robbins, die pas in 1960 zijn eerste hit (El Paso) had op het eiland, in de Britse top 30 brengen.
Echter de grootste hit had Michael Holliday met de song, die zich op 17 januari 1958 plaatste in de hitparade en op 14 februari kwam de song voor de eerste keer voor twee weken op de toppositie. Drie verdere singles volgden de grote hit tot juli van het jaar in de hitlijst, waaronder het nummer Stairway of Love (3e plaats). Echter daarna zag het ernaar uit, of Holliday's carrière het hoogtepunt had overschreden. 18 Maanden lang kwam zijn naam niet meer voor in de hitlijsten.
Aan het eind van 1959 hoorde zijn producent Norrie Paramor het lied Starry Eyes van de Amerikanen Earl Shuman en Mort Garson. Ondanks dat de Amerikaanse opname slechts tot de 77e plaats van de Billboard-hitlijst was geklommen, was Paramor van mening, dat het lied perfect paste bij de stijl van zijn beschermeling. De Britse plaatkopers leken deze mening te delen, want op Nieuwjaarsdag 1960 was Starry Eyes genoteerd in de Britse hitlijst. Op 29 januari veroverde de single de toppositie, maar moest deze echter weer in de daarop volgende week inleveren bij Anthony Newley met Why.

## Neerwaartse spiraal en overlijden
Holliday kon het succes niet verwerken, maar nog minder het uitblijven van hitsuccessen na zijn laatste hit Little Boy medio jaren 1960, die niettemin de 50e plaats bereikte. Hij leed aan ziekelijke plankenkoorts en een gebrek aan eigenwaarde. Hij omringde zich met dure auto's en mooie vrouwen. In 1961 kreeg hij een zenuwinzinking. Toen ook in 1961 de hits uitbleven, stapelden zich de schulden op. Hij was sinds 1947 getrouwd met zijn grote liefde Margie, die hem echter wegens zijn talrijke affaires had verlaten.
Op een avond in oktober 1963 was Holliday met bekenden in een club in Soho, die eigendom was van zijn vriend Freddie Mills, een voormalig bokser met connecties in de onderwereld. Ofschoon hij in een depressieve stemming verkeerde, verliet hij de club met zijn vrouw. 's Nachts slikte hij in zijn woning een overdosis slaaptabletten. Hij overleed in de vroege ochtend op 38-jarige leeftijd in het ziekenhuis van Croydon.

## Discografie

### Singles
- 1956: Nothin' to Do
- 1956: The Gal With the Yaller Shoes
- 1956: Hot Diggity (Dog Ziggity Boom)
- 1956: Ten Thousand Miles
- 1958: The Story of My Life
- 1958: In Love
- 1958: Stairway of Love
- 1958: I'll Always Be in Love With You
- 1960: Starry Eyed (met the Michael Sammes Singers)
- 1960: Skylark
- 1960: Little Boy Lost

- Biblioteca Nacional de España: XX1790506
- Bibliothèque nationale de France: cb14187575h (data)
- Gemeinsame Normdatei: 135959578
- International Standard Name Identifier: 0000 0000 5556 8606
- Library of Congress Control Number: nb2008007215
- MusicBrainz: 6db5facc-418b-452d-ae0a-3211bc8d64d4
- Nederlandse Thesaurus van Auteursnamen: 070575045
- Istituto Centrale per il Catalogo Unico: UFEV281407
- Virtual International Authority File: 33988654
- WorldCat: E39PBJvMDchcKw9dkkxvwC7j4q